# Trattato di Chinon
Il trattato di Chinon fu un trattato firmato dal re di Francia Filippo Augusto e il re di Inghilterra Giovanni Senzaterra il 18 settembre del 1214 a Chinon.
Il trattato fece seguito alla vittoria francese del 27 luglio dello stesso anno nella battaglia di Bouvines, nella quale il re francese aveva sconfitto l'alleanza del re inglese con il conte delle Fiandre Ferdinando e con l'imperatore tedesco Ottone IV.
In base al trattato il re d'Inghilterra dovette abbandonare i possedimenti plantageneti a nord della Loira (Berry, Turenna Maine e Angiò), che passarono ai domini della corona francese, ormai comprendenti circa un terzo della Francia attuale, e dovette pagare 60.000 lire. Conservava solo la Guienna, che comprendeva la parte occidentale del ducato di Guascogna e una piccola porzione dell'Aquitania sud-occidentale.